# Xã Pilot Grove, Quận Montgomery, Iowa
Xã Pilot Grove (tiếng Anh: Pilot Grove Township) là một xã thuộc quận Montgomery, tiểu bang Iowa, Hoa Kỳ. Năm 2010, dân số của xã này là 191 người.